# Мала Комишуваха
Мала́ Комишува́ха — село в Україні, у Оскільській сільській територіальній громаді Ізюмського району Харківської області. Населення становить 244 осіб. До 2020 орган місцевого самоврядування — Малокомишуваська сільська рада.

## Географія
Село знаходиться біля витоків річки Греківка, нижче за течією на відстані 4 км розташоване село Кам'янка. На річці велика загата. Через село проходить автомобільна дорога Т 2122.

## Історія
1792 — дата першої згадки.
Під час організованого радянською владою Голодомору 1932—1933 років померло щонайменше 342 жителі села.
12 червня 2020 року, розпорядженням Кабінету Міністрів України № 725-р «Про визначення адміністративних центрів та затвердження територій територіальних громад Харківської області», увійшло до складу Оскільської сільської територіальної громади.
19 липня 2020 року, в результаті адміністративно-територіальної реформи та ліквідації Ізюмського району (1923—2020), село увійшло до складу новоутвореного Ізюмського району.
Під час повномасштабного вторгнення Росії в Україну село було практично повністю зруйноване, в селі не залишилось цілих будинків. В березні 2022 почалися бої, після чого російська армія окупувала селище. В церкві був розташований військовий госпіталь. Під час контрнаступу ЗСУ на Харьківському напрямку село було звільнене від загарбників.

## Населення
Згідно з переписом УРСР 1989 року чисельність наявного населення села становила 278 осіб, з яких 112 чоловіків та 166 жінок.
За переписом населення України 2001 року в селі мешкало 235 осіб.

### Мова
Розподіл населення за рідною мовою за даними перепису 2001 року:
| Мова       | Відсоток |
| ---------- | -------- |
| українська | 94,67 %  |
| російська  | 4,51 %   |
| інші       | 0,82 %   |

## Економіка
- Молочно-товарна і вівце-товарна ферми.

## Об'єкти соціальної сфери
- Школа.
- Клуб.

## Пам'ятки
- Церква Трійці Живородної
- Поруч із селом розташовується ентомологічний заказник Запилювач — пам'ятка природи місцевого значення.